# Steel Thunder
Steel Thunder: American Battle Tank Simulation – komputerowa gra symulacyjna wydana w 1988 roku przez firmę Accolade na Commodore 64. Wydano także konwersje na platformy MS-DOS i Apple II. Gra jest symulatorem amerykańskich czołgów z perspektywy pierwszej osoby w fikcyjnych konfliktach zbrojnych.

## Rozgrywka
W Steel Thunder gracz wciela się w dowódcę amerykańskiego czołgu i uczestniczy w fikcyjnych konfliktach zbrojnych: na Kubie, w Syrii oraz w Niemczech Zachodnich. Celem gry jest wykonywanie kolejnych misji, które polegają na zniszczeniu konkretnych celów np. bunkrów, konwoju, silosów atomowych, stanowisk artylerii czy zgrupowania czołgów. Za pomyślne wykonanie zadań gracz otrzymuje promocję na kolejne stopnie wojskowe. W każdym państwie do wykonania jest 8 różnych misji, przy czym jedna z misji polega na udaniu się na wakacje, co kończy grę. Łącznie do wykonania jest więc 21 właściwych zadań. Nie wszystkie są obowiązkowe. Aby móc wykonywać misje w kolejnym państwie, należy wykonać siódmą lub ósmą misję w poprzednim państwie. Niektóre misje nagradzane są dodatkowo orderami.
W grze do wyboru są 4 istniejące w rzeczywistości czołgi o różnych parametrach i uzbrojeniu: M1A1 Abrams, M3 Bradley, M48A5 Patton oraz M60A3. Gracz przed każdą misją ma możliwość wyboru czołgu, doboru załogi, uzbrojenia oraz dodatkowego wyposażenia. Sterowanie czołgiem odbywa się z perspektywy dowódcy, kierowcy lub działonowego. Gracz może również powierzyć część zadań członkom załogi kierowanym przez komputer. Sterowanie grą jest bardzo zaawansowane – oprócz kierowania czołgiem i jego uzbrojeniem (armata czołgowa, wyrzutnia rakietowa, karabiny) gracz obsługuje np. wyrzutnię granatów dymnych, światła, gaśnice, a także dobiera amunicję, czuwa nad zniszczeniami, wydaje polecenia podwładnym, kontroluje położenie na mapie itd. Do gry dołączana była specjalna, kartonowa nakładka na klawiaturę, która ułatwiała sterowanie.
Utworem, który został umieszczony w intrze gry jest hymn Stanów Zjednoczonych.

## Odbiór gry
Gra Steel Thunder została bardzo dobrze przyjęta przez ówczesne czasopisma opiniotwórcze zajmujące się tematyką gier komputerowych. Najwyższe oceny gra otrzymała za oprawę graficzną oraz za umiejętne połączenie gry akcji i gry strategicznej.